# Луан ван Хаутен
Луан ван Хаутен (енгл. Luann Van Houten) је измишљени лик у анимираној ТВ серији Симпсонови. Глас јој позајмљује Меги Розвел. Она је мајка Милхауса и бивша жена Кирка ван Хаутена. Рођена је у Шелбивилу.